# Matteo di Giovanni

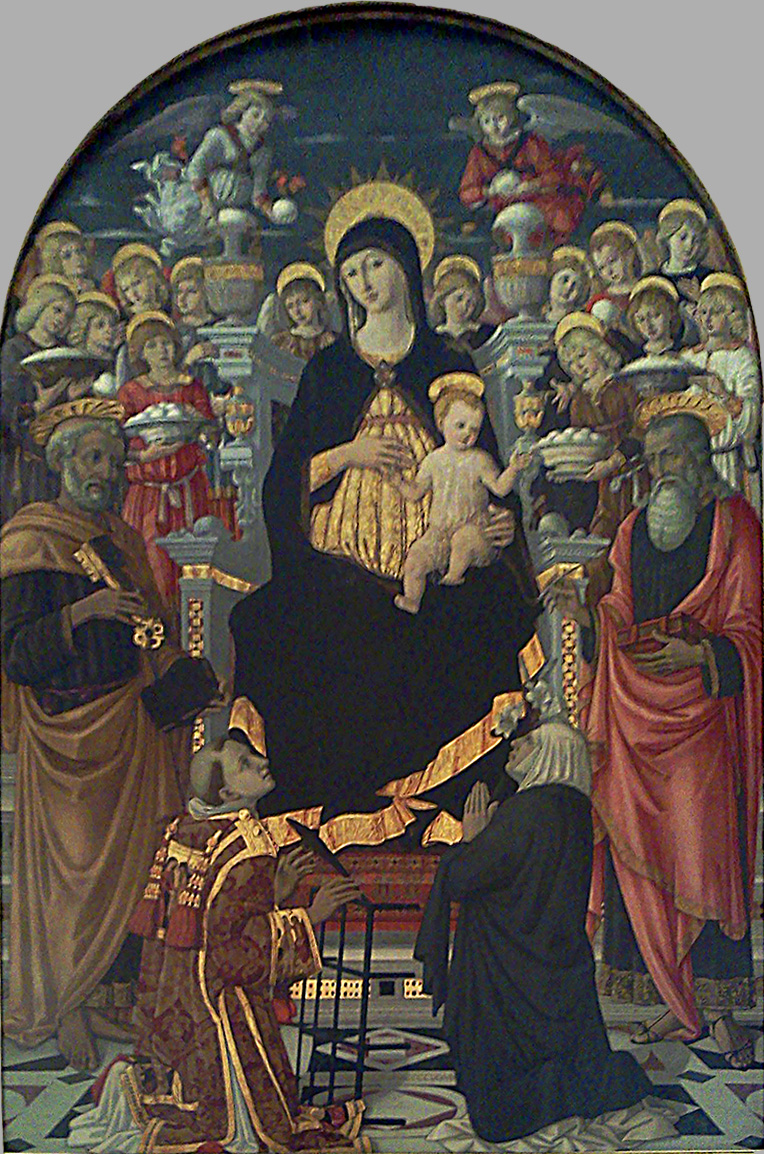
Madonna della neve, église Santa Maria delle Nevi Sienne.

Matteo di Giovanni ou Matteo da Siena ou encore Matteo di Giovanni di Bartolo (Borgo San Sepolcro, ~1430 - Sienne, 1495) est un peintre  de l'école siennoise.

## Biographie
Il est présent  à Sienne vers 1452 et il est probable que sa première formation a subi la grande  influence de l'œuvre de Piero della Francesca, son contemporain, à Sienne également. Son parcours artistique se complète sous l'égide de Lorenzo di Pietro.
Il aurait terminé le tableau Le Baptême du Christ de Piero della Francesca en 1465, conservé aujourd'hui à la National Gallery de Londres.
Son chef-d'œuvre avéré est La Madonna della neve (1477), église Santa Maria delle Nevi de Sienne.
Il a été le maître de Guidoccio Cozzarelli.

## Œuvres
- la Sibylle de Samian et Le Massacre des Innocents, panneaux du pavement intérieur du Duomo de Sienne.
- Dôme de Pienza : 
  - Retable de Sant' Antonio - Madonna col Bambino e i santi Bernardino, Sabina, Francesco e Antonio abate, Matteo, Bartolomeo e Lucia
  - Retable de San Matteo - Madonna col Bambino tra i santi Caterina d'Allessandria, Matteo, Bartolomeo e Lucia 
  - Retable de San Girolamo - Madonna con Bambino e i santi Agostino, Girolamo, Martino e Nicola
- Retable de San Pietro a Ovile :
  - Annonciation avec les saints Jean Baptiste, Bernardin de Sienne, Pierre et Paul, musée diocésain, Sienne.
  - éléments de prédelle :
    - Naissance de la Vierge, musée du Louvre, Paris
    - Mariage de la Vierge et La Visitation, Museum of Fine Arts, Philadelphie
- Crucifixion (1490), Fine Arts Museum, San Francisco
- Crucifiement de saint Pierre (Christian Museum, Esztergom)[1]
- Les Mages devant Hérode (1490), Fine Arts Museum, San Francisco
- Vierge à l'Enfant avec deux anges (Christian Museum, Esztergom)[2]
- Vierge à l'Enfant avec anges et chérubins (vers 1460/1465), tempera sur panneau, National Gallery of Art, Washington
- Vierge à l'Enfant avec saint Jérôme, sainte Catherine d'Alexandrie et anges, National Gallery of Art, Washington
- Vierge à l'Enfant avec des anges, les saints Antoine de Padoue et Nicolas de Tolentino, Cincinnati Art Museum
- Judith avec la tête d'Holopherne (vers 1490-1495), Indiana University Art Museum, Bloomington
- Vierge à l'Enfant avec les anges et les saints jean Baptiste et Jérôme, détrempe sur bois, 64 × 48 cm, Galerie des Offices, Florence. Provient de l'oratoire Delle Selve à Sienne[3], inventaire 1890 no 3949.
- National Gallery, Londres
  - Le Christ couronné d'épines
  - Saint Sébastien
  - Assomption de la Vierge
- Panneaux illustrant la Légende de Romulus et Rémus, musée des beaux-arts de Libourne
  - Amulius dépose les jumeaux sur le Tibre,
  - L'Accouchement de Rhéa Sylvia,
  - Les Jumeaux recueillis par le berger Faustulus.
- Sainte Catherine de Sienne ,Musée du Petit Palais,  Avignon[4].
- La Vierge à l'Enfant entre deux anges (1485-1495), Detroit, Institute of Arts, peinture sur bois, 70 x 50 cm, connue également par une répétition d'atelier
- La Vierge à l'Enfant entre deux anges; 1485-1495, peinture sur bois, 61 x 41 cm, musée des Beaux Arts d'Orléans)[5].

## Source
- (it) Cet article est partiellement ou en totalité issu de l’article de Wikipédia en italien intitulé « Matteo di Giovanni » (voir la liste des auteurs).